# Нюхач
«Нюха́ч» — украинский детективный телесериал производства кинокомпании FILM.UA. Автором идеи, соавтором сценария и режиссёром фильма является Артём Литвиненко. Стал первым украинским сериалом в каталоге крупнейшего в мире стримингового сервиса Netflix.
Премьера сериала состоялась 11 ноября 2013 года на украинском телеканале ICTV. Показ сериала в России стартовал 16 декабря 2013 года на Первом канале. Ещё до премьеры на телевидении сериал был официально продлён на второй сезон, состоящий из 8 новых серий. Премьера второго сезона состоялась на Первом канале 5 октября 2015 года. 17 августа 2016 года стартовали съёмки третьего 8-серийного сезона. Премьера третьего сезона состоялась на Первом канале 2 октября 2017 года.
10 октября 2018 года было официально объявлено о съёмках четвёртого 8-серийного сезона. Премьера четвёртого сезона состоялась на Первом канале 16 декабря 2019 года. Новые серии выходили в эфир с понедельника по четверг в 21:30. Заключительная серия вышла в эфир 19 декабря 2019 года.

## Создание телесериала
- Со слов авторов, идея сериала принадлежит Артёму Литвиненко. После того, как она была одобрена продюсером Виктором Мирским, в соавторстве с Андреем Бабиком (врач и ведущий программы «Справжні лікарі» — «Настоящие доктора») был написан сценарий[6]. «Нюхач» стал первой работой Артёма Литвиненко в качестве сценариста, а кинокомпания «FILM.UA» начала работу над проектом, не имея заказчика.
- По признанию Кирилла Кяро, сложнее всего в ходе съёмок ему было оперировать химическими терминами, держать осанку и не улыбаться[7].
- Стоимость производства одного эпизода первого сезона составляла 350 тыс. $, второго — 500 тыс. $.
- Для съёмки вида на город из квартиры Нюхача был установлен экран размерами 17×9 м, на который при помощи 6 проекторов проецировались виды города — утреннего, дневного и ночного, которые заранее были отрисованы художниками телесериала.
- Съёмки второго сезона длились 111 дней[8].
- Съёмки третьего сезона прошли с 17 августа 2016 года по 23 января 2017 года на Украине и в Эстонии.
- Съёмки четвёртого сезона завершились 2 августа 2019 года[9].

## Сюжет
Нюхач обладает сверхчувствительным обонянием, которое позволяет ему раскрывать всевозможные преступления. Его друг Виктор, работающий в СБР (Специальном Бюро Расследований), часто привлекает его к расследованиям в качестве эксперта. Уникальная способность главного героя является для него не только даром, но и проклятием, поскольку всякий раз мешает ему наладить свою личную жизнь.

## Актёры и персонажи

### Основной состав
| Актёр             | Роль                                                                                                 |
| ----------------- | --- |
| Кирилл Кяро       | внештатный эксперт Специального бюро расследований (СБР) Нюхач                                       |
| Иван Оганесян     | подполковник/полковник, начальник первого отдела СБР Виктор Алексеевич Лебедев друг и коллега Нюхача |
| Мария Аниканова   | Юлия, бывшая жена Нюхача                                                                             |
| Нина Гогаева      | КМН, врач-отоларинголог Татьяна Александровна Воскресенская                                          |
| Николай Чиндяйкин | генерал-майор, руководитель СБР Дмитрий Николаевич Бондарев                                          |
| Агне Грудите      | судмедэксперт СБР высшей категории (с 9-й серии) Ирина Нордин                                        |

### Второстепенный состав
| Актёр             | Роль                                                                         |
| ----------------- | ---------------------------------------------------------------------------- |
| Сергей Лесков     | Алекс (Александр) сын Нюхача и Юлии (1-2 сезоны)                             |
| Алексей Зорин     | помощник Виктора в СБР (1-2 сезоны) Максим                                   |
| Станислав Москвин | баллистик СБР Анатолий Борисович Борсюк                                      |
| Тарас Готовцев    | судмедэксперт СБР (серии 1-9) Николай Иванович                               |
| Денис Мартынов    | компьютерный гений СБР (с 3-й серии) Гена (Геннадий) Прокопенко              |
| Анастасия Макеева | секретарь Бондарева (1 сезон) Светлана                                       |
| Игорь Ботвин      | Игорь муж Воскресенской (с 5-й серии)                                        |
| Александр Зиневич | референт Бондарева (2 сезон)                                                 |
| Вадим Лялько      | Снайпер (Олег Анатольевич Губарев) (2 сезон)                                 |
| Павел Кузьмин     | банковский сотрудник (2 сезон)                                               |
| Сергей Юшкевич    | Станислав Геннадьевич Кулешов, психиатр / Илья Андреевич Саламатин (2 сезон) |
| Юозас Будрайтис   | Генрих Локмус (3 сезон)                                                      |
| Сергей Фролов     | Олег Петрович Сердюков (3-4 сезоны)                                          |
| Тамбет Туйск      | Томас Мартинсон (3-4 сезоны)                                                 |
| Катрин Пярн       | Вилма Кукк (3-4 сезоны)                                                      |
| Маркус Двинянинов | Кристиан Маги (3-4 сезоны)                                                   |
| Тийт Лиллеорг     | Йохан Юст (3 сезон)                                                          |
| Алексей Резников  | нотариус (4 сезон, 5 серия)                                                  |

### Озвучивание
| Актёр            | Роль                                     |
| ---------------- | ---------------------------------------- |
| Анатолий Пашнин  | адвокат Мустафы (роль Валерия Неведрова) |
| Дмитрий Гаврилов | читает закадровый текст (3-4 сезоны)     |

## Сезоны
| Сезон | Сезон | Серии           | Период трансляции  |
| ----- | ----- | --------------- | ------------------ |
|       | 1     | 1—8 (8 серий)   | 11—14 ноября 2013  |
|       | 2     | 9—16 (8 серий)  | 5—8 октября 2015   |
|       | 3     | 17—24 (8 серий) | 2—5 октября 2017   |
|       | 4     | 25—32 (8 серий) | 16—19 декабря 2019 |

### Сезон 1
| № серии | Премьера   | Описание серии |
| ------- | ---------- | --- |
| 1       | 11.11.2013 | Участковый находит труп директора строительной компании, который исчез несколько дней назад с деньгами вкладчиков. Нюхач уверен, что жертву отравили, а деньги похитили. Виктор начинает следствие, допрашивает Булавина, сотрудника убитого. На следующий день Булавина находят мёртвым. На этот раз — огнестрельное ранение, но убийца — тот же. |
| 2       | 11.11.2013 | Председателя правления банка в момент подписания договора убивает снайпер. Нюхач устанавливает, что убийца работает на табачной фабрике, которая производит дешёвые сигареты. В этот же день пуля того же снайпера настигает заместителя префекта, занимающегося землеотводом. Выясняется, что обе жертвы были близкими друзьями и вместе вели незаконные дела, и у них есть общий друг, генерал. Виктор приходит в военную часть, но генерал беседовать отказывается и становится следующей жертвой, но на этот раз снайпер промахивается.                                       |
| 3       | 12.11.2013 | Алекс, сын Нюхача, оказывается под следствием. Парень задержан с пистолетом в руках около трупа, при этом у него находят 600 граммов марихуаны. Следователь ведёт себя странно и никого не допускает к задержанному. Нюхач понимает, что ему нужно брать дело в свои руки, так как на этот раз от его уникальных способностей зависит не просто истина, а судьба его сына. Вместе с Виктором он проникает в квартиру, где было совершено преступление, и обнаруживает, что там находилась крупная партия героина.                                                                 |
| 4       | 12.11.2013 | Немецкое правительство принимает решение вернуть в Россию картину кисти Ильи Репина. Во время пресс-конференции в роскошной галерее Нюхач подходит поближе к шедевру, обнаруживает, что перед ним — фальшивка, нарисованная акриловыми красками, произведёнными в XXI веке, и сообщает об этом журналистам. Для того чтобы придать своим словам вес, он заявляет, что является экспертом Специального Бюро Расследований. Разгорается скандал, Нюхачу никто не хочет верить. |
| 5       | 13.11.2013 | Ночью в военном госпитале неизвестный убивает четверых пациентов — солдат-контрактников, пострадавших в драке. Расследование приводит в военную часть, где процветают неуставные отношения и дедовщина. После того, как погибает ещё один контрактник, становится очевидно, что в части действует расчётливый и жестокий мститель. Задачу под силу решить только Нюхачу. |
| 6       | 13.11.2013 | У крупного бизнесмена похищают сына, которого он воспитывает один после развода с женой. За мальчика требуют выкуп, деньги нужно собрать за 48 часов. Нюхач очень точно описывает похитителя. По запаху полироля, который используют для подготовки машин к продаже, он выводит Виктора на главного подозреваемого — директора одной из станций техобслуживания, но этот след оказывается ложным. Времени остаётся всё меньше, при этом внезапно выясняются такие факты об отце похищенного мальчика, что ход расследования кардинально меняется.                                 |
| 7       | 14.11.2013 | На сходке крупных криминальных авторитетов происходит ЧП: находят труп Миши Киевского — одного из воров в законе. Под подозрение попадает вор по кличке Трефа. Король воров, Мустафа, хочет нанять Нюхача в качестве эксперта. Нюхач соглашается на эту работу с одним условием: о трупе должно быть сообщено полиции. Мустафа соглашается. Нюхач устанавливает, что убийство произошло на складе одежды секонд-хенда. Но в этот момент в гольф-клуб, где происходит сходка, врывается СБР. Виктор включается в расследование.                                                    |
| 8       | 14.11.2013 | Нюхачу приходит посылка, в которой находятся ручка и записка со словами «Спаси её». Запахов ни на бумаге, ни на коробке нет, но ручка пахнет конюшней и дешёвой косметикой. Пока Нюхач вместе с Виктором ломает голову над этой загадкой, приходит сообщение: на ипподроме обнаружены труп кассирши и ещё одна коробка с ручкой и запиской со словами «Он совсем рядом». Запахи приводят друзей на лодочную станцию, где они обнаруживают труп сторожа. Нюхач понимает, что кто-то играет в игру именно с ним. Он ещё не знает, что следующей жертвой станет его любимая женщина. |

### Сезон 2
| № серии | Премьера   | Описание серии |
| ------- | ---------- | --- |
| 1 (9)   | 05.10.2015 | Виктор привозит Нюхача в больницу: он тяжело ранен, истекает кровью, у него останавливается сердце. Врачи борются за его жизнь. За три дня до этого на пустыре за гаражами находят два обезглавленных трупа — следователя и квартирного вора, который сотрудничал с правосудием. Нюхач и Виктор приступают к расследованию. |
| 2 (10)  | 05.10.2015 | Нюхач выходит из больницы и сразу оказывается на мушке у таинственного снайпера, но машина, которую высылает за ним Виктор, перекрывает цель и спасает ему жизнь. Нюхач и Виктор оказываются на месте преступления — в подсобке супермаркета убито трое охранников. Главный подозреваемый — коллега погибших. Он рассказывает Виктору о том, что охранники вымогали деньги у людей, и обещает утром явиться в полицию с повинной, но не успевает. |
| 3 (11)  | 06.10.2015 | Нюхач и Виктор вовлечены в новое дело: в роскошном особняке найден мёртвым бизнесмен Новиков. Невольным убийцей становится его сын-аутист, который бросил в ванную работающий фен. Всё выглядит как несчастный случай, но на самом деле всё не так просто. В процессе распутывания этого дела загадки только множатся. При этом кто-то наблюдает за каждым шагом Нюхача и Виктора.                                                                |
| 4 (12)  | 06.10.2015 | Американский IT-специалист прилетает на конференцию, но прямо в аэропорту меняет внешность и скрывается от встречающих его вместе со своей переводчицей. Они — агенты американской и российской разведок, но чувства, вспыхнувшие между ними, оказываются сильнее государственных интересов. Виктор и Нюхач вместе со службой внешней разведки ищут беглецов, и шаг за шагом раскрывают план их побега.                                           |
| 5 (13)  | 07.10.2015 | Расследование убийства студентки Алёны показывает, что у скромной девушки было много тайн, например, она снимала роскошную квартиру, на которую явно не могла заработать. Кто-то из трёх мужчин, побывавших в тот вечер у неё в гостях, стал её убийцей. Нюхач и Виктор разгадывают все загадки, но во время поимки преступника его убивает загадочный снайпер.                                                                                   |
| 6 (14)  | 07.10.2015 | Снайпер с загадочной татуировкой «1354» оказывается важным свидетелем. Замминистра обороны рассказывает генералу СБР об армейском отделении специального назначения, созданном для особых поручений. Однажды эта группа выходит из под контроля. В руках СБРа — ключ к разгадке многих тайн, но конвоир СБР неожиданно стреляет в арестованного снайпера, а потом — убивает себя.                                                                 |
| 7 (15)  | 08.10.2015 | В городе орудует маньяк. Он убивает бездомных, гримирует их, а тела оставляет в людных местах. Под подозрение попадает журналист, ведущий криминальную хронику в газете, но у него серьёзное алиби. Дело осложняется тем, что шесть лет назад была совершена аналогичная серия убийств. Тогда выжила одна девочка, оставшись при этом инвалидом. Поиски девочки и её отца приводят Виктора и Нюхача к удивительным открытиям.                     |
| 8 (16)  | 08.10.2015 | Виктор доказывает, что именно Нюхач украл из лаборатории образец крови застрелившегося конвоира. Нюхач, поймавший огромное количество преступников, сам оказывается в камере. Искушение войти в секретную организацию, которая вершит собственное правосудие, слишком велико. На пути Нюхача встаёт Виктор; происходит перестрелка. |

### Сезон 3
| № серии | Премьера   | Описание серии |
| ------- | ---------- | --- |
| 1 (17)  | 02.10.2017 | Экс-прокурор Ерофеев убит на охоте. Нюхач и Виктор Лебедев приступают к расследованию. Друзья Ерофеева, пытаясь найти убийцу, устраивают облаву в лесу, но на самом деле начинается охота на них самих. |
| 2 (18)  | 02.10.2017 | Нюхач приезжает в Таллин на похороны отца. От сиделки Марты он узнаёт, что, предчувствуя скорую смерть, отец оставил ему конверт, который куда-то исчез. Подозрение Нюхача падает на приятеля отца — бывшего врача Йохана. Но выяснить, зачем тот забрал письмо не удаётся, так как Йохана жестоко убивают. Виктора подозревают в преувеличении полномочий и временно отстраняют от службы. Воспользовавшись моментом, он отправляется в Таллин на помощь другу. |
| 3 (19)  | 03.10.2017 | Тело оперной дивы Анастасии Ильинской обнаружено в её собственной ванной, рядом с ним — вскрытый тайник. Чтобы выяснить, кто и за что убил немолодую певицу, Виктор привлекает к расследованию Нюхача. У троих из четырёх подозреваемых — внука артистки, её поклонника и домработницы — прочное алиби. На первый взгляд, ответ, кто преступник, очевиден. |
| 4 (20)  | 03.10.2017 | Съёмки популярного реалити-шоу «Замуж за принца» под угрозой срыва — пропала одна из участниц. Телевизионщики просят Нюхача помочь найти девушку, но тот не может обнаружить след: утренний полив газона уничтожил все запахи. Вскоре ему приходится вернуться, но уже в компании Виктора и сотрудников СБР — тело пропавшей обнаружено в озере неподалёку от места съёмок. Выясняется, что профессор Генрих Локмус — основатель международной корпорации GI, которая занимается забором и хранением крови. Детективы решают нанести визит в местный офис компании. |
| 5 (21)  | 04.10.2017 | Нюхачу и Виктору удаётся лично пообщаться с Локмусом. Во время встречи они получают подтверждение связи профессора с убитыми и предупреждают о том, что он может стать следующей жертвой. От поисков таллинского киллера детективов отвлекает новое дело. Накануне амбициозной премьеры «Ричарда III» убит художественный руководитель театра. Пока Виктор и Нюхач пытаются найти виновного, в театре происходит ещё одно убийство. |
| 6 (22)  | 04.10.2017 | Журналист местной газеты рассказывает Виктору о том, как Локмус получил акции компании, и о скандале, который разразился в Токио во время суда. Удаётся идентифицировать киллера: им оказывается охранник сына Томото — бывшего совладельца корпорации. Вскоре в редакции обнаруживают тело журналиста, приблизившегося к разгадке тайны GI. Виктор понимает, что все нити ведут в корпорацию, а единственный шанс проникнуть туда — отправить Ирину Нордин под видом клиентки.                                                                                     |
| 7 (23)  | 05.10.2017 | Обнаружив прослушку в доме отца, Нюхач предлагает Томасу сделку: Томас помогает выяснить, кто и по чьему приказу установил передатчик, а Нюхач — рассказывает всё, что ему известно об убийце Йохана и Елены. Из-за срыва операции генерал даёт Виктору 48 часов на раскрытие дела, иначе полковнику грозит увольнение, но это далеко не единственная и не главная проблема Виктора. В его распоряжении оказывается посмертное письмо журналиста, в котором тот сообщает, кем и зачем была изъята кровь ребёнка Лагуниных из банка GI.                              |
| 8 (24)  | 05.10.2017 | Два сотрудника СБР убиты, Нюхач — исчез. Виктор уверен, что за похищением его друга стоит Локмус, и именно он является заказчиком всех убийств. Но Сердюков продолжает собирать факты нарушений Лебедевым полномочий, планомерно доводя дело до увольнения или суда. У Виктора остаётся всё меньше времени на поиск доказательств вины профессора и спасение Нюхача. |

### Сезон 4
| № серии | Премьера                                                                            | Описание серии |
| ------- | ----------------------------------------------------------------------------------- | --- |
| 1 (25)  | 16.12.2019                                                                          | Виктор Лебедев, работая детективом в частном агентстве, собирает доказательства супружеской неверности. Банальное дело приобретает неожиданный поворот: в доме клиентки Лебедева происходит жестокое убийство, и все улики указывают на Виктора. Теперь он — главный подозреваемый. Из Таллина возвращается Нюхач — единственный, кто может помочь найти настоящего убийцу. |
| 2 (26)  | 16.12.2019                                                                          | Нюхач, Виктор, Ирина и Гена ведут собственное расследование. Им почти удаётся поймать убийцу, но в последний момент СБРовцы срывают операцию. Генерал даёт Виктору три дня на задержание преступника, однако Лебедев не уверен, что сможет найти его за столь короткий срок. Тем временем в Таллине полицейские обнаруживают тело девушки, убитой в Горхолле 30 лет назад. Единственная зацепка в этом деле — папка с названием «Эрика Лаатц» из архивов КГБ.                    |
| 3 (27)  | 17.12.2019                                                                          | Во время исполнения смертельного трюка в цирке погибает иллюзионист. Все улики указывают на то, что это убийство. Лебедев и его команда начинают расследование. На следующий день в цирке находят ещё одно тело со следами удушения. Нюхачу и Виктору удаётся понять мотив преступника и даже выйти на его след, но они совершают роковой промах. Нюхача не отпускают видения из Таллинского коллектора, и он решается на обследование у Воскресенской.                          |
| 4 (28)  | 17.12.2019                                                                          | В Таллине Томас расследует убийство секретарши конструкторского бюро Эрики Лаатц, тело которой нашли в Горхолле. Он надеется получить важную информацию от подруги жертвы. Однако кто-то опережает полицейских: приехав к главной свидетельнице домой, они обнаруживают её труп. Виктор и Нюхач берутся за очередное расследование, которым на этот раз становится загадочное убийство аквариумиста, коллекционера дорогих глубоководных рыбок, носящих название «мятный ангел». |
| 5 (29)  | 18.12.2019                                                                          | На открытии выставки знаменитого скульптора обнаруживается, что в одну из скульптур замуровано тело автора. Осмотрев место происшествия, Нюхач принимается за дело. Он сразу же приходит к выводу, что это убийство с невыясненными мотивами. Тем временем полиция Таллина занимается расследованием убийства Эрики и её подруги. |
| 6 (30)  | 18.12.2019                                                                          | В элитном пансионате для престарелых умирает один из пациентов. Врачи констатируют смерть от продолжительной болезни, но дети покойного сомневаются, что он умер от естественных причин. Нюхач обнаруживает следы опасного вещества в капельнице покойного, и СБР начинает собственное расследование. Передав дело коллегам, Нюхач отправляется в Таллин, чтобы встретиться лицом к лицу со своим прошлым.                                                                       |
| 7 (31)  | 18.12.2019 Премьера на дальнем востоке — 19.12.2019 Премьера по Московскому времени | Вслед за загадочной смертью покупателя в ювелирном бутике Нюхач обнаруживает, что некто подсыпал яд в вентиляционную систему торгового центра. Вскоре выясняется, что это лишь вершина айсберга в очень запутанной истории. Теперь следствию предстоит выяснить, стал посетитель магазина случайной жертвой или это было тщательно спланированное убийство. |
| 8 (32)  | 19.12.2019                                                                          | Чтобы окончательно развязаться с не отпускающим его прошлым, Нюхачу приходится вновь вернуться в Таллин, где он становится жертвой нападения неизвестных. Это происшествие напоминает ему о травме, которую он пережил в детстве. Нюхач вспоминает, когда и благодаря чему он стал обладателем своего уникального дара. Ему наконец-то удаётся приблизиться к разгадке таинственного преступления тридцатилетней давности.                                                       |

## Саундтрек
- Brainstorm — Years and Seconds
- Дмитрий Бортнянский — Концерт № 2 ре-мажор[11]
- Георг Фридрих Гендель — «Прибытие царицы Савской» из оратории «Соломон»
- Лев Колодуб — «Украинский диксиленд» в исполнении брасс-квинтета «Мажор» под руководством Виктора Слупского
- Onuka — Time
- Wacky Room — Take Me
- TEEEL — Wait Is Over
- Дмитрий Снежко — Heart Mate

## Рейтинги
На Украине сериал имеет высокие телевизионные показатели. По коммерческой аудитории первая серия фильма получила долю 12,57 %, рейтинг 4,05 %, вторая серия получила долю 13,31 %, рейтинг 4,35 % (аудитория 18—54 лет). Размер аудитории сериала составил около 2 млн. Высокий процент просмотров — у ядра аудитории канала ICTV: мужчин в возрасте 25—45 лет, в городах — более 50 лет. Показатели: рейтинг первой серии 3,72 %, доля — 12,74 %; рейтинг второй серии 4,2 %, доля — 13,56 %.
Каждая серия второго сезона «Нюхача» на Украине в среднем собирала у экранов 1,25 млн телезрителей старше 4 лет. На протяжении всех дней показа «Нюхач» удерживал позиции лидера эфира телеканала и стал самым рейтинговым сериалом в прайм-тайме осеннего сезона на ICTV. Средняя доля просмотра «Нюхача» по аудитории более 18 лет составила 10,82 %, на 62 % превысив среднесуточную долю канала в будние дни.
В России «Нюхач» стал не только самым популярным телесериалом на российском телевидении в телевизионном сезоне 2013—2014 годов, но и получил самый высокий показатель телепросмотров в России за 2013 год. Рейтинг первых двух серий в аудитории более 18 лет составил 11,6 %, а доля достигла 29,9 %.

## Показ телесериала
По состоянию на август 2015 года, права на показ оригинальной версии сериала были проданы в более чем 60 стран мира.
На Украине сериал выходит на ICTV. Первый сезон — с 11 по 14 ноября 2013 года. Премьерные серии выходили в 22:10. Второй сезон — с 27 октября по 6 ноября 2015 года в 21:30. Третий сезон — с 20 по 30 ноября 2017 года в 21:30.
В России сериал выходит на Первом канале. Первый сезон — с 16 по 19 декабря 2013 года. Премьерные серии выходили с понедельника по четверг в 21:30. Второй сезон — с 5 по 8 октября 2015 года. Премьерные серии выходили в эфир с понедельника по четверг в 21:30. Третий сезон со 2 по 5 октября 2017 года. Премьерные серии выходили в эфир с понедельника по четверг в 21:30.

## Адаптации
В 2014 году сериал был продан для адаптации французскому телеканалу TF1.
В 2015 году права на адаптацию приобрёл японский телеканал NHK. Японская версия выходила с 22 октября по 3 декабря 2016 года.

## Международное признание

### Награды
2014 год
- Награда Intermedia-globe Gold в подкатегории «Мини-сериал» на World Media Festival Hamburg 2014[19].
- Гран-при фестиваля Intermedia-globe Grand Award как лучшая работа общей категории Entertainment на World Media Festival Hamburg 2014[20].
- Приз Gold Plaque в категории «Мини-сериал» на Chicago International Film Festival Television Awards 2014[21].

2015 год
- Приз Platinum Remi Award в номинации «Телевизионный мини-сериал» на WorldFest Houston 2015[22].
- Второму сезону «Нюхача» вручили «Сертификат за творческое совершенство» (Certificate for Creative Excellence) на The US International Film & Video Festival 2015[23].
- 4 статуэтки украинской национальной телевизионной премии «Телетриумф» в номинациях: «Открытие года», «Телевизионный художественный сериал», «Режиссёр/Режиссёрская группа телевизионного художественного фильма/сериала» (Артём Литвиненко), «Оператор/Постановщик телевизионного художественного фильма/сериала» (Андрей Лисецкий)[24].

2018 год
- Украинская национальная телевизионная премия «Телетриумф» в номинации «Оператор телесериала» (Антон Фурса)[25].

### Номинации
2014 год
- Участие в конкурсной программе Festival de la Fiction TV 2014[26].
- Номинация в категории «Лучший неанглоязычный сериал» на C21 International Drama Awards 2014[27].
- Номинация в категории «Лучший неанглоязычный сериал» на St Tropez International Film Festival 2015.
- 2 номинации на Профессиональный приз Ассоциации продюсеров кино и телевидения в области телевизионного кино в категориях: «Лучшая работа режиссёра монтажа» (Владимир Запрягалов), «Лучший актёр телевизионного фильма/сериала» (Кирилл Кяро).

2016 год
- 2 номинации на Профессиональный приз Ассоциации продюсеров кино и телевидения в области телевизионного кино в категориях: «Лучшая операторская работа» (Грэхам Р. Фрейк), «Лучший актёр телевизионного фильма/сериала» (Кирилл Кяро).

## Отзывы
Один из прародителей героя с уникальным обонянием — Жан-Батист Гренуй, персонаж, придуманный немцем Патриком Зюскиндом в знаменитом романе «Парфюмер» и воплощённый в киноверсии его соотечественником Томом Тыквером. Но немного раньше был ещё локальный герой — некий Наркис Михайлович Родимцев из советской ленты «Опасный возраст». Кто помнит, этот странный человек тоже обладал уникальным обонянием, постоянно затыкал нос ватными тампончиками и, что в нашей ситуации имеет дополнительную и неожиданную аналогию — был воплощён Юозасом Будрайтисом. Тоже, как Кирилл Кяро, актёром из балтийской страны.
— Андрей Кокотюха, «Телекритика»

Очевидно, что это помесь Шерлока (в исполнении Камбербэтча), доктора Лайтмана (в исполнении Тима Рота) и старого доброго Грегори Хауса — разумеется, в исполнении британского комедийного актёра Хью Лори. И когда я говорю, что это гибрид, то имею в виду, что у всех этих героев взяли по нескольку ярких черт, присущие им выражения и даже ситуации, в которых они находятся — и получился такой себе ЗD-пазл в виде героя сериала «Нюхач».
— Дуся, первый украинский медиа-таблоид «Дуся»